# 哈尔滨广播1056频率
哈尔滨广播1056频率，或称阿城人民广播电台，旧称哈尔滨城市之声。是哈尔滨广播电视台广播频率第六套节目，于2006年开播。内容以故事节目为主，广播范围为哈尔滨市，全天24小时播音。

## 主要节目
- 法制故事
- 城市记忆
- 1056故事会
- 心理梦工厂

## 播出频率
哈尔滨市
| 收听区域 | 频率        |
| 全市     | FM 105.6MHz |